# Gália
Pour les articles homonymes, voir Galia.
Gália est une municipalité brésilienne de l'État de São Paulo et la Microrégion de Marília.